# Midfield, Alabama
Midfield là một thành phố thuộc quận Jefferson, tiểu bang Alabama, Hoa Kỳ. Dân số năm 2009 là 5208 người, mật độ đạt 758 người/km².